# Мэтьюмен, Стюарт
Стюарт Мэтьюмен (англ. Stuart Matthewman; род. 18 августа 1960, Халл) — английский музыкант, композитор, аранжировщик и продюсер, участник групп Sade и Sweetback. Также пишет музыку под псевдонимом Коттонбелли (Cottonbelly).

## Биография
Стюарт родился 18 августа 1960 года в британском Халле в семье музыкантов. Его первым музыкальным инструментом стал кларнет, подростком он освоил саксофон, а с 1976 года играет на гитаре. Он изучал музыку в Халлском Университете и играл в группе The Odds.
В 1980 году Стюарт переехал в Лондон, Великобритания, где гастролировал с неким исполнителем, называвшимся Raving Rupert.
В 1982 году Стюарт и его старый знакомый Пол Спенсер Денмен (англ. Paul Spencer Denman) присоединились к латино-соул группе Pride, в которой они познакомились с Шаде Аду (англ. Sade Adu). Вместе с Полом Куком (англ. Paul Cooke) они организовали отдельную группу, названную Sade, и начали писать свой собственный материал. Позднее к группе присоединился Эндрю Хэйл (англ. Andrew Hale), а Пол Кук покинул группу.
В 1984 году Стюарт подписал контракт с Epic Records. Все последующие альбомы группы Sade — Diamond Life (1984), Promise (1985), Stronger Than Pride (1988), Love Deluxe (1992), The Best of Sade (1994), Lovers Rock (2000), Lovers Live (2002) — были выпущены на этой студии грамзаписи.

## Владение инструментами
Саксофон/Гитара/Клавишные/Программирование